# Kent Invicta Football League 2014–15
Kent Invicta Football League 2014–15 là mùa giải thứ 4 trong lịch sử Kent Invicta Football League, một giải đấu bóng đá ở Anh, góp đội cho Kent Football League.

## Kent Invicta Football League
Giải đấu bao gồm 14 đội thi đấu mùa trước cùng với 2 đội bóng mới:
- Gravesham Borough, đổi tên từ Fleet Leisure
- Sheppey United, thăng hạng từ Kent County League

### Bảng xếp hạng
| XH | Đội                      | Tr | T  | H | T  | BT  | BB  | HS   | Đ  | Lên hay xuống hạng                                         |
| -- | ------------------------ | -- | -- | - | -- | --- | --- | ---- | -- | ---------------------------------------------------------- |
| 1  | Hollands & Blair (C) (P) | 30 | 27 | 0 | 3  | 132 | 25  | +107 | 81 | Lên chơi tạiSouthern Counties East Football League 2015–16 |
| 2  | Bearsted                 | 30 | 21 | 4 | 5  | 74  | 34  | +40  | 67 |                                                            |
| 3  | Lydd Town                | 30 | 21 | 3 | 6  | 87  | 37  | +50  | 66 |                                                            |
| 4  | Sutton Athletic          | 30 | 20 | 5 | 5  | 68  | 31  | +37  | 65 |                                                            |
| 5  | Sheppey United           | 30 | 18 | 3 | 9  | 75  | 55  | +20  | 57 |                                                            |
| 6  | Seven Acre & Sidcup      | 30 | 16 | 4 | 10 | 56  | 64  | −8   | 52 |                                                            |
| 7  | Glebe                    | 30 | 15 | 6 | 9  | 66  | 36  | +30  | 51 |                                                            |
| 8  | Gravesham Borough        | 30 | 11 | 9 | 10 | 66  | 44  | +22  | 42 |                                                            |
| 9  | Eltham Palace            | 30 | 10 | 7 | 13 | 63  | 62  | +1   | 37 |                                                            |
| 10 | Bridon Ropes             | 30 | 10 | 3 | 17 | 40  | 54  | −14  | 33 |                                                            |
| 11 | Orpington                | 30 | 10 | 2 | 18 | 43  | 53  | −10  | 32 |                                                            |
| 12 | Meridian VP              | 30 | 9  | 4 | 17 | 38  | 63  | −25  | 31 |                                                            |
| 13 | Rusthall                 | 30 | 7  | 3 | 20 | 49  | 88  | −39  | 24 |                                                            |
| 14 | Crockenhill              | 30 | 6  | 5 | 19 | 33  | 102 | −69  | 23 |                                                            |
| 15 | Kent Football United     | 30 | 5  | 2 | 23 | 31  | 97  | −66  | 17 |                                                            |
| 16 | Lewisham Borough         | 30 | 4  | 0 | 26 | 32  | 102 | −70  | 12 |                                                            |

Cập nhật đến ngày 25 tháng 4 năm 2015
Nguồn: League Official
Quy tắc xếp hạng: 1. Điểm; 2. Hiệu số bàn thắng; 3. Số bàn thắng.
(VĐ) = Vô địch; (XH) = Xuống hạng; (LH) = Lên hạng; (O) = Thắng trận Play-off; (A) = Lọt vào vòng sau. 
Chỉ được áp dụng khi mùa giải chưa kết thúc: 
(Q) = Lọt vào vòng đấu cụ thể của giải đấu đã nêu; (TQ) = Giành vé dự giải đấu, nhưng chưa tới vòng đấu đã nêu.